# Sławomir Wojtulewski
Sławomir Wojtulewski (ur. 4 stycznia 1945 w Białymstoku, zm. 8 kwietnia 2017 w Bielsku-Białej) – polski lekarz, działacz i dziennikarz sportowy.

## Życiorys
Absolwent Akademii Medycznej w Białymstoku (wydział lekarski, 1968). Po studiach przeniósł się na Podbeskidzie. Od początku kariery zawodowej pracował w szpitalach i placówkach służby zdrowia w Bielsku-Białej i Szczyrku. Pod koniec lat 70. wyjechał do Australii, gdzie ukończył studia z zakresu ziołolecznictwa na Uniwersytecie Nowej Południowej Walii w Sydney. Od 1979 roku prowadził w Bielsku-Białej gabinet ziołolecznictwa. 
W latach 70. klubowy lekarz i działacz sekcji bokserskiej BBTS Włókniarz Bielsko-Biała. Na początku lat 90. działacz piłkarskiej Jagiellonii Białystok. Potem przez kilka lat wiceprzewodniczący sekcji siatkówki kobiet BKS Stal Bielsko-Biała. Prezes klubu piłkarskiego oldbojów „Bielskie Orły”, skupiającego dawne gwiazdy beskidzkiego futbolu.
W 1999 roku otrzymał Złoty Medal za Zasługi dla Polskiego Ruchu Olimpijskiego, przyznany przez kapitułę Polskiego Ruchu Olimpijskiego. Wyróżniony przez prezydenta Bielska-Białej za popularyzację idei olimpijskich. Przewodniczący Rady Sportu przy prezydencie Bielska-Białej. Od maja 2015 roku do śmierci był szefem Beskidzkiej Rady Olimpijskiej.
Od 1991 publikował sportowe felietony na łamach „Kuriera Porannego” w Białymstoku. Następnie felietonista portali internetowych Sportowe Podlasie, BeskidSport i Sportowe Beskidy, a od 2015 Beskidzka24. Wiele z tych tekstów publicystycznych znalazło się w jego książkach.

## Publikacje
- Widziane z południa. Wybór felietonów sportowych (Timex, Bielsko-Biała, 2000)
- Sportowym szlakiem. Bielsko-Biała - Białystok (Dimograf, Bielsko-Biała, 2012)
- Sportowy wehikuł czasu. Początek w Białymstoku (Fall, Kraków, 2015)